# Wierre-au-Bois
Wierre-au-Bois – miejscowość i gmina we Francji, w regionie Hauts-de-France, w departamencie Pas-de-Calais.
Według danych na rok 1990 gminę zamieszkiwały 203 osoby, a gęstość zaludnienia wynosiła 53 osób/km² (wśród 1549 gmin regionu Nord-Pas-de-Calais Wierre-au-Bois plasuje się na 1011. miejscu pod względem liczby ludności, natomiast pod względem powierzchni na miejscu 777.).